# 刑曹
刑曹（ヒョンジョ）は、朝鮮において、高麗末から李氏朝鮮にかけて置かれた行政機関。国家の司法、刑罰に関連した部分を管轄していた。正二品衙門。六曹の一つ。1392年（太祖元年）に光化門の南に設置され、1894年（高宗31年）の甲午改革で法務衙門に改称された。犯罪者に対する刑罰決定、重罪を犯した者に対する覆審、囚人と奴隷の管理などを担当。 現在の法務部に相当する。

## 構成
| 品階  | 官職          | 定員    | 備考 |
| ----- | ------------- | ------- | ---- |
| 正2品 | 判書          | 1名     |      |
| 従2品 | 参判          | 1名     |      |
| 正3品 | 参議          | 1名     |      |
| 正5品 | 正郎          | 3名     |      |
| 正6品 | 佳郎          | 3名     |      |
| 従6品 | 律学教授 別提 | 1名 2名 |      |
| 従7品 | 明律          | 1名     |      |
| 従8品 | 審律          | 2名     |      |
| 正9品 | 律学訓導      | 1名     |      |
| 従9品 | 検律          | 2名     |      |

### 配下
- 掌隷院
- 典獄署